# Verdwijning van Nathalie Geijsbregts
De verdwijning van Nathalie Geijsbregts is een Belgische cold case. Het betreft de ontvoering van de tienjarige Nathalie Geijsbregts die op 26 februari 1991 in Leefdaal verdween en van wie sindsdien ieder spoor ontbreekt.

## Achtergrond en onderzoek
Iedere ochtend nam de tienjarige Nathalie Geijsbregts de bus naar school vanaf de bushalte aan de Tervuursesteenweg in Leefdaal, op ongeveer 200 meter van haar huis. Geijsbregts volgde een school voor speciaal onderwijs in Lovenjoel. Normaliter ging ze te voet naar de bushalte, maar in de ochtend van 26 februari 1991 werd ze door haar vader aan de bushalte afgezet.
Een buurvrouw zag dat Geijsbregts rond 7:30 in een grijze Toyota Corolla zat. Een man van rond de vijftig jaar oud leek met panne langs de weg te staan; hij stond over de geopende motorkap gebogen. De buurvrouw zag dat Geijsbregts vanuit de auto een handgebaar naar haar maakte, wat zij vreemd vond. Nadat zij haar eigen kinderen op school had afgezet, besloot ze contact op te nemen met de school van Geijsbregts. Zij kreeg toen het nieuws dat zij niet op school was gearriveerd. De bestuurder van de auto had Geijsbregts mogelijk ontvoerd. De vader van Geijsbregts, een beroepsmilitair, was op dat moment net terug van een hardloopronde die hij dagelijks deed. Hij werd door zijn overste ingelicht dat zijn dochter niet op school was aangekomen.
Er volgden grote zoekacties in België, Nederland, Duitsland en Frankrijk. Daarnaast werden foto's van Geijsbregts verspreid, maar deze acties hadden geen resultaat. In de eerste weken van het onderzoek ontving de politie 920 tips. In het kader van het onderzoek werden in totaal meer dan 120 seksueel delinquenten ondervraagd. Daarnaast werden namen van bekende moordenaars als Ludo de Beukelaer, Christian Van Geloven, Ronald Janssen, Michel Fourniret, Andras Pandy en Marc Dutroux in het onderzoek genoemd. Er kon met geen van allen een link worden gelegd.

## Enkele verdachten

### Vrachtwagenchauffeur Michel Stockx (1999)
In 1999 bekende de Belg Michel Stockx in de gevangenis van Scheveningen tegenover een medegevangene dat hij Geijsbregts had verkracht en vermoord. De man, een voormalig vrachtwagenchauffeur, zat op dat moment in de gevangenis vanwege de moord op drie minderjarigen die hij in Nederland en Duitsland had gepleegd. Stockx werd meer dan honderd keer ondervraagd, maar tijdens deze verhoren bleef hij ontkennen. Hij stierf bij een brand in de gevangenis in 2001.

### Man uit Rotselaar (2007)
In 2007 werd een man uit Rotselaar gearresteerd voor zijn mogelijke betrokkenheid bij de zaak. De 48-jarige man werkte indertijd tegenover de school waar Geijsbregts zat en was een bekende pedoseksueel. Hij zou onder meer beelden bezitten van seksueel misbruik van minderjarigen. Hij werd door de politie vrijgelaten vanwege gebrek aan bewijs en omdat hij slaagde voor een leugendetectortest. In 2023 voerde de Cel Vermiste Personen in samenwerking met de federale politie van Leuven opgravingswerkzaamheden uit in Rotselaar naar aanleiding van een binnengekomen tip. De werkzaamheden werden uitgevoerd rondom een woning waar de man in de buurt woonde. Op de locatie werden geen nieuwe aanwijzingen gevonden.

## Verklaring van afwezigheid (2024)
In maart 2024, 33 jaar na haar verdwijning, deden de ouders van Geijsbregts een aanvraag om haar officieel 'afwezig' te verklaren, die op 28 maart 2025 goedgekeurd werd. Juridisch gezien heeft een afwezigheidsverklaring dezelfde gevolgen als een overlijden. Ze deden dit met het oog op bescherming van hun zoon voor eventuele moeilijkheden omtrent de erfenis. Naar eigen zeggen vond de vader van Geijsbregts de stap tot een doodverklaring te groot: 'Voor mij is dat een stap te ver. De vader zijn van een afwezig kind, dat kan ik emotioneel aan, maar niet de vader zijn van een dood kind. Wat gebeurt er dan met het gerechtelijk onderzoek naar haar ontvoering? Valt alles dan definitief stil? Die gedachte schrikt me af.'

## Herdenking
Op de plaats waar Geijsbregts voor het laatst werd gezien is een gedenksteen geplaatst.